# Un vaquer sense rumb
Un vaquer sense rumb (títol original: Quigley Down Under) és una pel·lícula estatunidenca dirigida per Simon Wincer el 1990. Ha estat doblada al català.
El terme Down Under (« a baix, a sota ») al títol original és normalment utilitzat en anglès per designar Austràlia.

## Argument
Matthew Quigley és un marksman americà. El 1860, vingut de Montana, desembarca a Freemantle a Austràlia, amb només com a equipatge la seva sella i la seva carrabina, després d'haver respost a una oferta de feina. El treball consisteix a eliminar dingos que ataquen la ramaderia. Aquests són cànids molt desconfiats, i el seu fusell amb el qual és capaç d'encertar una mosca a 1200 m, hauria de fer meravelles. Quigley ignora que de fet el gran propietari australià, que l'ha fet venir amb alts costos, vol fer-li erradicar els aborígens que encara viuen a "les seves" terres. A penes arribat, Quigley presencia una lluita entre tres individus que es disputen una prostituta una mica boja, Crazy Cora.

## Repartiment
- Tom Selleck: Matthew Quigley
- Alan Rickman: Elliott Marston
- Laura San Giacomo: Crazy Cora
- Chris Haywood: Major Ashley Pitt
- Ron Haddrick: Grimmelman
- Tony Bonner: Dobkin
- Jerome Ehlers: Coogan
- Conor McDermottroe: Hobb
- Roger Ward: Brophy
- Ben Mendelsohn: O'Flynn
- Steve Dodd: Kunkurra